# Hipersensibilidade do tipo II
Hipersensibilidade do tipo II é característica de doenças mediadas por anticorpos que, ao serem secretados, participam diretamente das lesões de células, promovendo sua fagocitose ou lise, e das lesões de tecidos, induzindo a inflamação.